# Chiroux
Chiroux est un mot wallon désignant deux institutions culturelles à Liège en Belgique : le centre culturel Les Chiroux géré par la ville de Liège et l'ancienne bibliothèque Chiroux gérée par la Province de Liège.

## Étymologie
Le nom de Chiroux est d'origine wallonne. C'est une francisation de tchirou « bergeronnette grise » ou hirondelle des fenêtres ».
Son usage politique remonte au XVIIe siècle. Il désignait de jeunes volontaires issus de la bourgeoisie qui maintenaient l'ordre dans la ville de Liège. Leur habillement spécifique — habit noir et bas de chausse blancs — leur a valu ce sobriquet d'« petit oiseau noir au derrière blanc ».
 Ils eurent de nombreux démêlés avec la faction populaire des Grignoux (changement de suffixe de grigneus « grincheux » en wallon, par imitation du suffixe de tchirou).
« Les Chiroux », comme « Les Grignoux », sont devenus des sites culturels de la vie liégeoise.

## Complexe

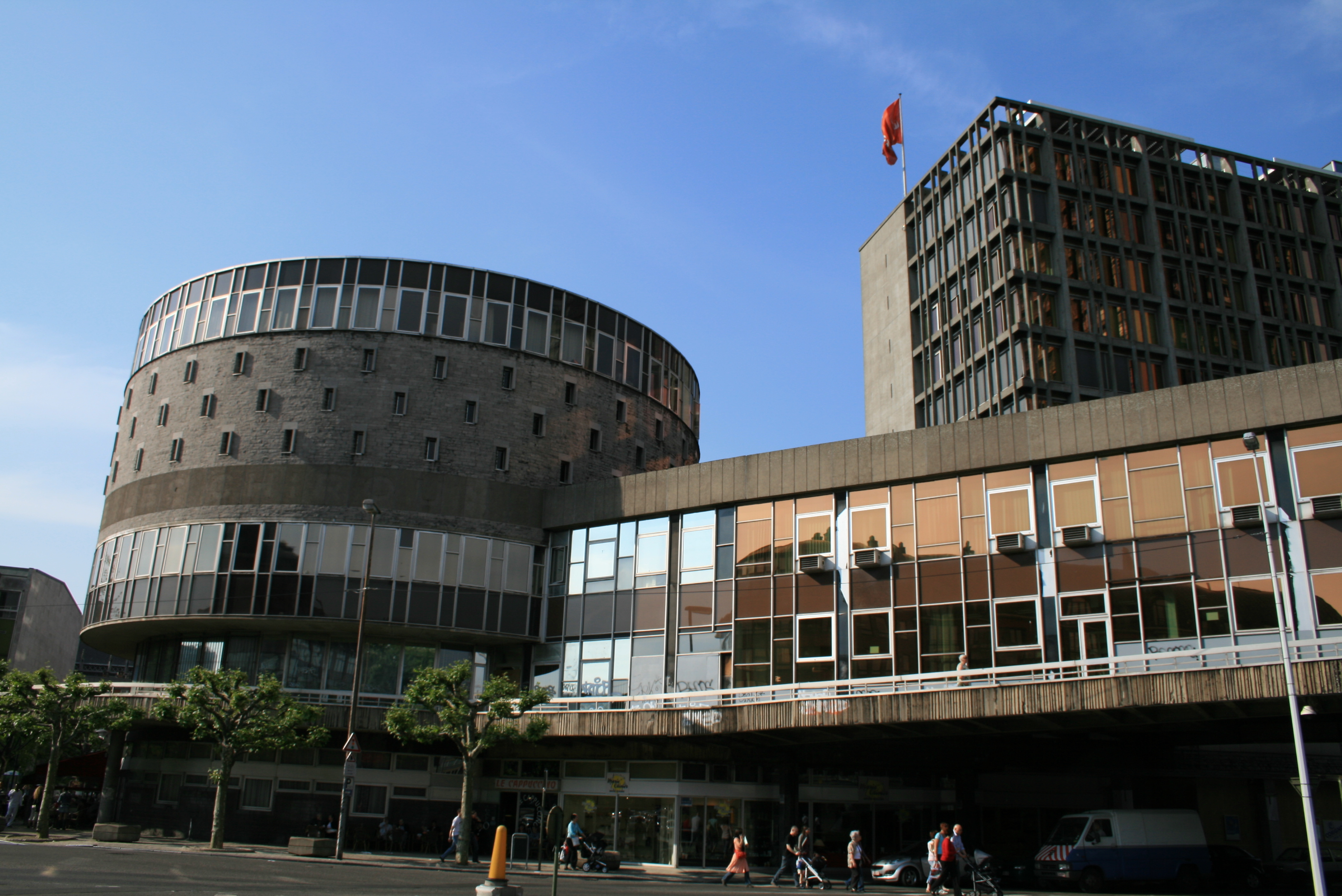
Le complexe vu depuis la rue André Dumont

Le complexe des Chiroux, selon les plans des architectes Jean Poskin et Henri Bonhomme, est érigé entre 1967 et 1970 sur un ancien îlot détruit situé entre la rue André Dumont et la rue des Croisiers. Il fait partie d'une vaste opération urbanistique et de promotion immobilière impliquant le percement de l'avenue Destenay et la construction du nouveau pont Kennedy. Les autorités communales avaient accepté de céder et accepter le projet du promoteur à condition que l'ensemble immobilier comprenne une nouvelle bibliothèque et un centre culturel avec salles de spectacles et d'expositions.
Depuis 1970 et jusqu'en 2023, le complexe des Chiroux accueillait une grande bibliothèque dont les ouvrages provenaient de la réunion des fonds historique et documentaire de la bibliothèque communale et du fonds documentaire de la bibliothèque provinciale  ; il offre également un espace théâtral polyvalent pour une audience sélectionnée. En juin 2023, la bibliothèque change de nom et déménage vers le B3 construit sur le site de l’ancien hôpital de Bavière,)
Sous un aspect urbanistique, le complexe des Chiroux est un socle adapté aux fluides des circulations urbaines qui est surmonté par une grande tour de logements (Tour Kennedy) et par un ensemble de bureaux.

## Rue des Chiroux
La construction du pont Kennedy et du complexe a entrainé la disparition de la rue des Chiroux dans les années 1960-1970. Cette rue reliait la rue du Méry à la rue des Croisiers.